# NGC 4404
NGC 4404 је елиптична галаксија у сазвежђу Девица која се налази на NGC листи објеката дубоког неба.
Деклинација објекта је - 7° 40' 49" а ректасцензија 12h 26m 16,1s. Привидна величина (магнитуда) објекта NGC 4404 износи 13,0 а фотографска магнитуда 14,0. NGC 4404 је још познат и под ознакама MCG -1-32-9, NPM1G -07.0365, PGC 40666.